# Orsato Pozza
Orsato Pozza, in serbo-croato Medo Pucić (Ragusa, 12 marzo 1821 – Ragusa, 30 giugno 1882) è stato uno scrittore e poeta serbo con cittadinanza austro-ungarica.

## Biografia
Nativo di Ragusa, al tempo città dell'Impero austriaco, era di nobile origine e suo fratello era Nicola Pozza, politico e vicepresidente del Parlamento della Dalmazia.
Di educazione prettamente italiana, frequentò il liceo a Venezia dove nel 1841 conobbe Ján Kollár e Adam Mickiewicz: si avvicinò dunque a idee panslaviste, aderendo all'illirismo e iniziò a esprimere un sentimento nazionale serbo, convinto, sulla base delle idee di Vuk Karadžić, che tutti i parlanti dello stocavo parlassero serbo.
Studente di legge a Padova tra il 1841 e il 1843 e a Vienna tra il 1843 e il 1845, nel 1843 abbandona il nome di Orsat, con il quale fu battezzato, per darsi quello di Medo, in linea con le sue radici slave. Tra il 1846 e il 1849 vive tra Lucca e Parma, al servizio della corte asburgica, pur provando a convincere papa Pio IX a sostenere una rivoluzione nazionale polacca anti-asburgica con Mickiewicz.
Nel periodo italiano, in visita a Napoli, udì un dialetto serbocroato, che scoprì essere lo slavo molisano: dopo aver preso contatti con Giovanni de Rubertis pubblicò la scoperta su alcuni giornali dalmati, facendo scoprire nell'area serbo-croata l'esistenza di questa varietà.
Dopo il 1860, con la rivoluzione politica nelle terre asburgiche, assunse posizioni più moderate di unità di tutti gli Slavi meridionali in uno Stato parte della corona austriaca. Nel 1868 si trasferì a Belgrado per divenire il precettore del principe Milan Obrenović, tornando a Ragusa nel 1874, dove divenne un esponente di rilievo del movimento serbo-cattolico ragusano.
Nel 1878 fondò il giornale Slovinac insieme a Luko Zore, Jovan Sundečić, Vuk Vrčević e vari altri intellettuali serbi e croati.

## Opera
L'opera di Pozza in lingua serbo-croata riguarda principalmente la storia di Ragusa e della sua Repubblica e, quand'era produzione ex novo, era nel suo dialetto locale. Si è occupato di tradurre vari testi serbo-croati in italiano, lingua nella quale ha tradotto anche alcune opere pan-slaviste di Adam Mickiewicz.